# تيجي (ليبيا)
تيجي هي مدينة ليبية.

## السكان
يبلغ عدد سكان مدينة تيجي 10,000 نسمة،

## الانشطة الاقتصادية
يهتم اهالي تيجي بتربية الإبل والاغنام، إضافة إلى انشغالهم بحرفتي الزراعة والتجارة حتى أصبحت المدينة سوق تجاري كبير للقرى المجاورة لها.

## معالم المدينة
تظم مدينة تيجي العديد من الابار وعيون ماء دائمة الجريان بالإضافة إلى اشجار النخيل والزيتون.